# Syndrome cinca
 Mise en garde médicale
Le syndrome CINCA (acronyme de Chronique, Infantile, Neurologique, Cutané, Articulaire ) est une maladie génétique rare (maladie auto-inflammatoire) qui toucherait une centaine d'enfants dans le monde.

Sa désignation anglophone est NOMID (pour Neonatal Onset Multisystem Inflammatory Disease).

## Description
C'est une maladie systémique, c'est-à-dire qui affecte de nombreux organes, dont la peau, les articulations, les yeux et le système nerveux central.

## Génétique
L'un des gènes impliqués est LNRP3 sur le chromosome 1.

## Symptômes
Les symptômes précoces sont principalement : 
- un rash se développant durant les 6 premiers mois de la vie est souvent le premier signe[1] ;
- une atteinte articulaire (arthrite, déformations ou douleurs des articulations) ;
- des problèmes neurologiques, se traduisant par des céphalées, vomissements, convulsions…) ;

On peut également retrouver des inflammations oculaires, des difficultés ou une perte de d'audition et/ou de vision, une méningite, de la fièvre, etc. Un retard mental peut suivre.

## Étiologie
Le mécanisme de la CINCA n'est pas encore complètement élucidé, mais la recherche médicale a révélé l'implication de mutations du gène appelé NLRP3 (anciennement connu sous le nom CIAS1) chez 60 % des patients atteints de la maladie. 

Une seule copie anormale du gène suffit pour déclencher la maladie. 
Ce gène code la cryopyrine, l'une des protéines responsables de la régulation de l'inflammation et du contrôle de la mort cellulaire programmée, qui joue un rôle crucial pour débarrasser le corps des cellules qui ne lui sont plus nécessaires ou devenues dangereuses.
On a récemment montré que ces mutations conduisent à un déséquilibre d'une cytokine (messager chimique) dite « interleukine-1 » (IL-1) qui pourrait expliquer l'inflammation accrue provoquant les lésions typiques des patients atteints de cette maladie.

## Évolution
Elle est progressive et souvent fatale (20 % des enfants touchés n'atteignent pas l'âge adulte).

## Prise en charge
Le traitement est essentiellement symptomatique, notamment avec des anti-inflammatoires stéroïdiens. 

Les malades atteintes de CINCA répondent habituellement bien à l'anakinra, un médicament bloquant l'IL-1 et parfois utilisé pour la polyarthrite rhumatoïde. Il améliore les symptômes et l'inflammation sous-jacente propre à cette maladie.